# No Parole from Rock 'n' Roll
No Parole from Rock 'n' Roll är hårdrockgruppen Alcatrazz debutalbum, släppt 1983. Skivan blev gitarristen Yngwie Malmsteens internationella genombrott. Efter skivan och en turné som mynnade ut i en liveskiva lämnade Malmsteen bandet och ersattes av Steve Vai.

## Låtlista
1. "Island in the Sun" - 3:56
2. "General Hospital" - 4:50
3. "Jet to Jet" - 4:27
4. "Hiroshima Mon Amour" - 4:01
5. "Kree Nakoorie" - 6:10
6. "Incubus" - 1:24
7. "Too Young to Die, Too Drunk to Live" - 4:21
8. "Big Foot" - 4:07
9. "Starcarr Lane" - 3:54
10. "Suffer Me" - 4:18